# Sauris nitidula
Sauris nitidula är en fjärilsart som beskrevs av W. Warren 1899. Sauris nitidula ingår i släktet Sauris och familjen mätare. Inga underarter finns listade.